# Pyrausta samealis
Pyrausta samealis là một loài bướm đêm trong họ Crambidae.